# التونا-نورد
التونا-نورد (به آلمانی: Altona-Nord) یک سکونتگاه مسکونی در آلمان است که در التونا، هامبورگ واقع شده‌است.

## خصوصیات
التونا-نورد ۲۱٬۴۰۶ نفر جمعیت دارد.